# Флюс (платформа)
Флюс — остановочный пункт (ранее обгонный пункт) Свердловской железной дороги на перегоне Ревда — Решёты. Расположен на железобетонной насыпи у берега Волчихинского водохранилища, рядом с посёлком Флюсом.

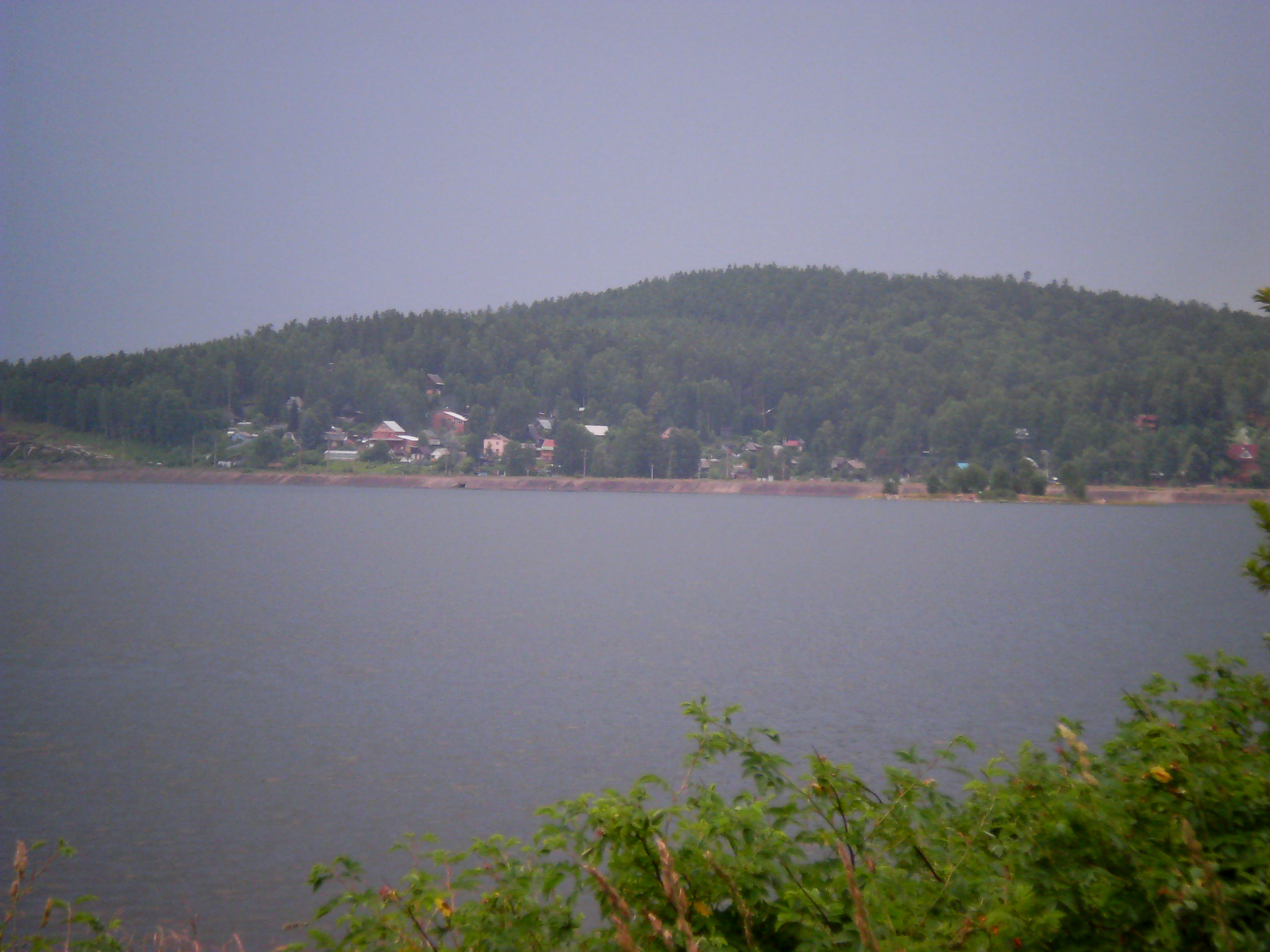
Вид на насыпь о.п. Флюс с противоположного берега Волчихинского водохранилища

После превращения обгонного пункта в остановочный пункт третий путь был разобран. Стрелочные переводы отсутствуют.